# Phaegoptera fusca
Phaegoptera fusca är en fjärilsart som beskrevs av Lauro Travassos 1955. Phaegoptera fusca ingår i släktet Phaegoptera och familjen björnspinnare. Inga underarter finns listade i Catalogue of Life.